# Critério do embaraço
O critério do embaraço ou critério do constrangimento é um critério de avaliação da autenticidade de relatos históricos, pelo qual se presume que afirmações que sejam embaraçosas para o autor do relato sejam verdadeiras, uma vez que o autor não teria qualquer motivo para inventar um relato embaraçoso sobre si próprio. Alguns acadêmicos bíblicos têm usado este critério para determinar se os relatos sobre Jesus presentes no Novo Testamento são ou não prováveis em termos históricos.
O critério de constrangimento é um dos critérios de autenticidade utilizados pelos acadêmicos, sendo os demais: o critério de dissimilaridade, o critério de linguagem e ambiente, o critério de coerência e o critério de atestação múltipla.
O critério do constrangimento é uma ferramenta de longa data na pesquisa do Novo Testamento. A frase foi usada por John P. Meier em seu livro de 1991, A Marginal Jew; ele atribuiu isso a Edward Schillebeeckx (1914–2009), que não parece ter realmente usado o termo em seus trabalhos escritos. O primeiro uso da abordagem foi possivelmente por Paul Wilhelm Schmiedel na Enciclopédia Bíblica (1899).
A suposição do critério do constrangimento é que a igreja primitiva dificilmente teria se esforçado para criar ou falsificar material histórico que envergonhasse seu autor ou enfraquecesse sua posição nas discussões com os oponentes. Em vez disso, o material embaraçoso vindo de Jesus seria suprimido ou suavizado em fases posteriores da tradição evangélica. Este critério raramente é usado por si só e é normalmente um de uma série de critérios, como o critério de dissimilaridade e o critério de atestação múltipla, juntamente com o método histórico.
A crucificação de Jesus é um exemplo de acontecimento que atende ao critério de constrangimento. Este método de execução foi considerado o mais vergonhoso e degradante do mundo romano, e os defensores do critério afirmam que este método de execução é, portanto, o menos provável de ter sido inventado pelos seguidores de Jesus.